# Justinus Martyren
Justinus Martyren (även kallad Justinus Filosofen, på italienska San Giustino), född omkring år 100 i Flavia Neapolis (nuvarande Nablus) i Samarien, Palestina, död år 165 i Rom, var författare och martyr. Han vördas som helgon inom Romersk-katolska kyrkan med minnesdag den 1 juni, tidigare den 14 april.
Justinus, som ursprungligen var hedning, konverterade till kristendomen vid cirka trettio års ålder efter att ha läst Bibeln samt inspirerats av de kristna martyrernas hjältemod. Hans föräldrar var hedniska greker som kommit till Palestina som kolonister. Justinus fick en gedigen utbildning i retorik, poesi och historia. Hans största intresse var dock sanningsbegreppet och han vände sig till det filosofiska studiet. På olika skolor i Efesos och Alexandria satte han sig in i samtliga system – det stoiska, det peripatetiska, det platonska – men inget av dessa system förmådde att övertyga honom.
Han bidrog i hög grad till att formulera kyrkans teologi kring Logosbegreppet. Därtill författade han flera apologetiska skrifter, vilka försvarar kristendomen mot bland annat judendomen.
Justinus led martyrdöden i Rom tillsammans med sex av sina trognaste elever.

## Skrifter i urval
- Första apologin för de kristna och Andra apologin utkom tillsammans med Justinus martyrium i en volym 2014 i svensk översättning av Sven-Olav Back.
- Dialog med juden Tryphon

### Webbkällor
- ”St. Justin Martyr”. Catholic Encyclopedia. New Advent. http://www.newadvent.org/cathen/08580c.htm. Läst 13 april 2020.
- ”San Giustino, martire”. Santi e Beati. http://www.santiebeati.it/dettaglio/23200. Läst 13 april 2020.
- Dialog med juden Tryphon, kritisk utgåva av Philippe Bobichon